# Hofgarten
De Hofgarten is het centrale park van de Duitse stad Düsseldorf. Het bevindt zich in de binnenstad, in de stadsdelen Stadtmitte en Pempelfort. De totale oppervlakte is 27,73 hectare. Het gebied wordt doorstroomd door een van de armen van de delta van de Düssel, vlak voor de monding in de Rijn. Talrijke historische monumenten en sculpturen verlevendigen het park. Het oudste deel werd in 1769 aangelegd, in de tijd van overgang van de Franse tuin naar de Engelse landschapsstijl. De Düsseldorfse Hofgarten is het eerste en oudste stadspark van Duitsland.

## Monumenten en sculpturen in het park
Een selectie van de monumenten en sculpturen in het park:
- Harmonie van Aristide Maillol op de Napoleonsberg
- Two Piece Reclining Figure van Henry Moore achter de Deutsche Oper am Rhein
- Gründgens-Denkmal van Peter Rübsam in de Goltsteinparterre achter het Düsseldorfer Schauspielhaus
- Der Mahner van Vadim Sidoer op de Ananasberg
- Schumann-Denkmal van Klaus Hartung aan de Deutsche Oper am Rhein
- Grabbe-Denkmal van Walter Steufen, Kurt Räder en Bernd Bodechtel aan de Deutsche Oper am Rhein
- Louise-Dumont-Gedenkstätte van Ernesto de Fiori aan het Hofgärtnerhuis
- Marmorbank mit Katzen van Peter Behrens in de Goltsteinparterre achter het Düsseldorfer Schauspielhaus

## Parkbeelden

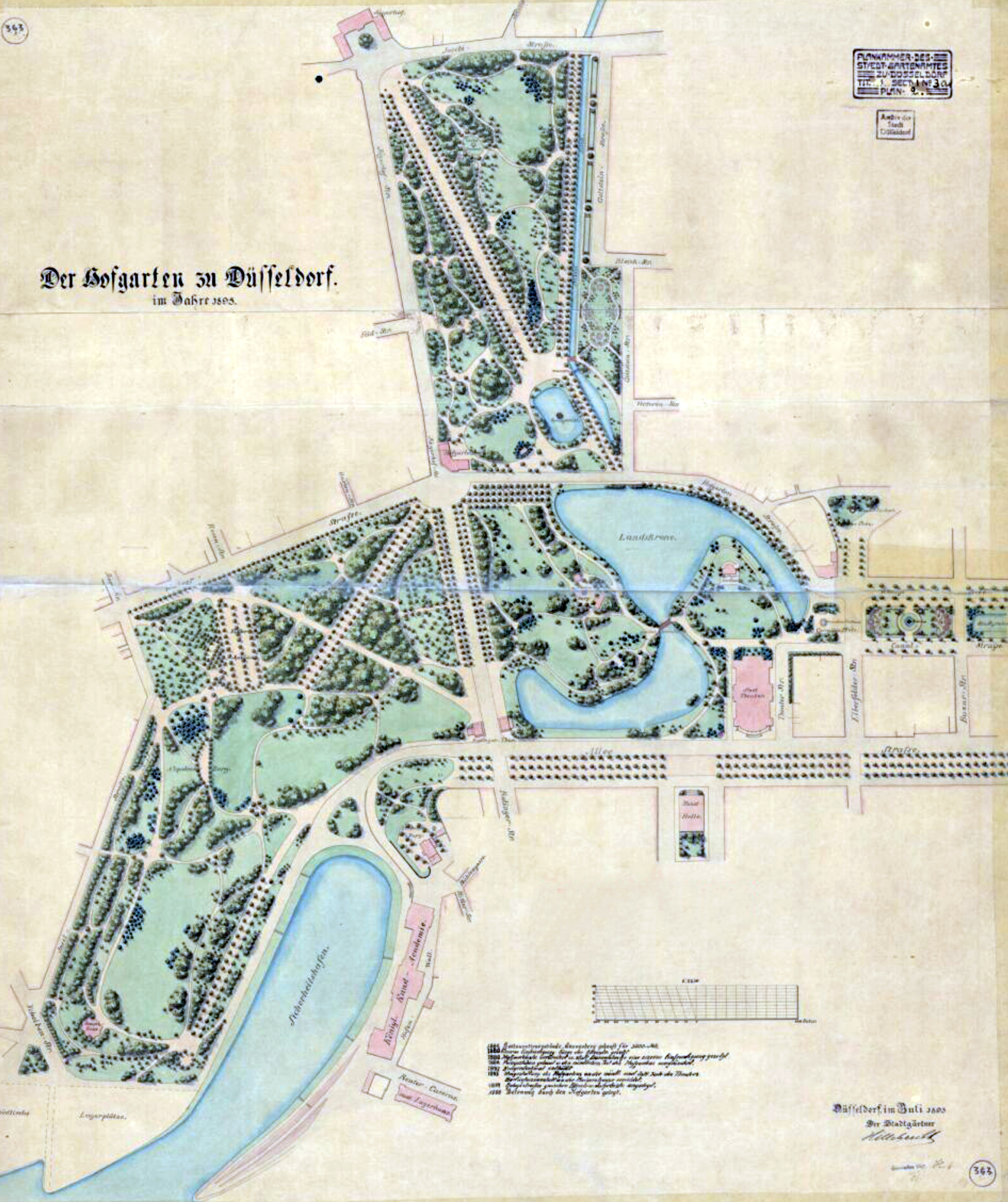
Kaart Hofgarten 1895
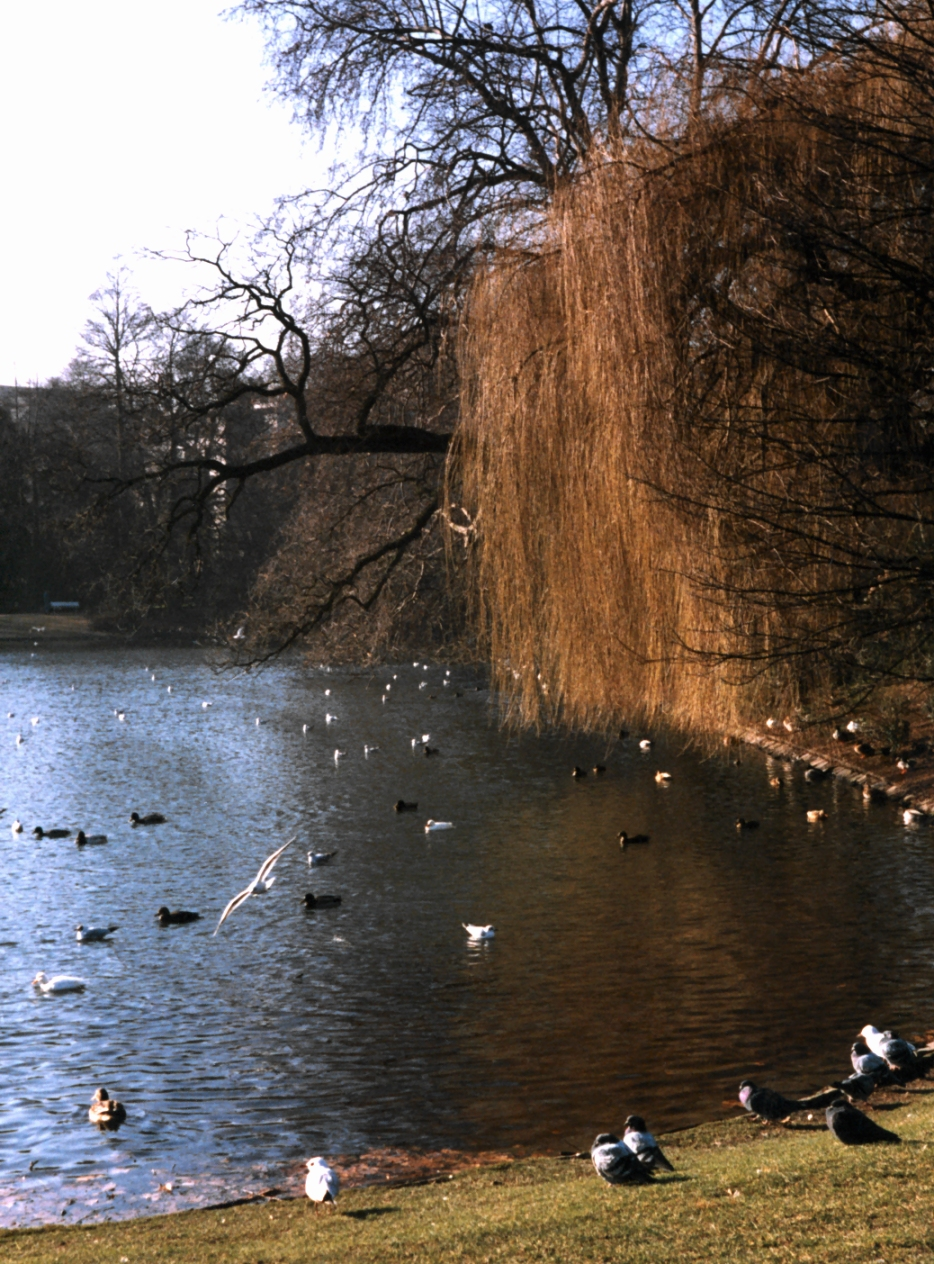
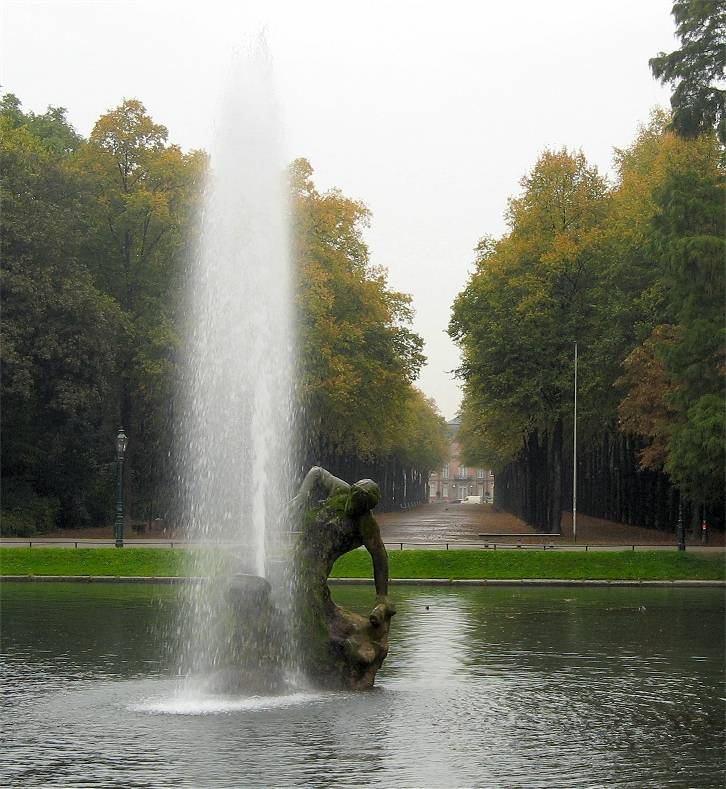
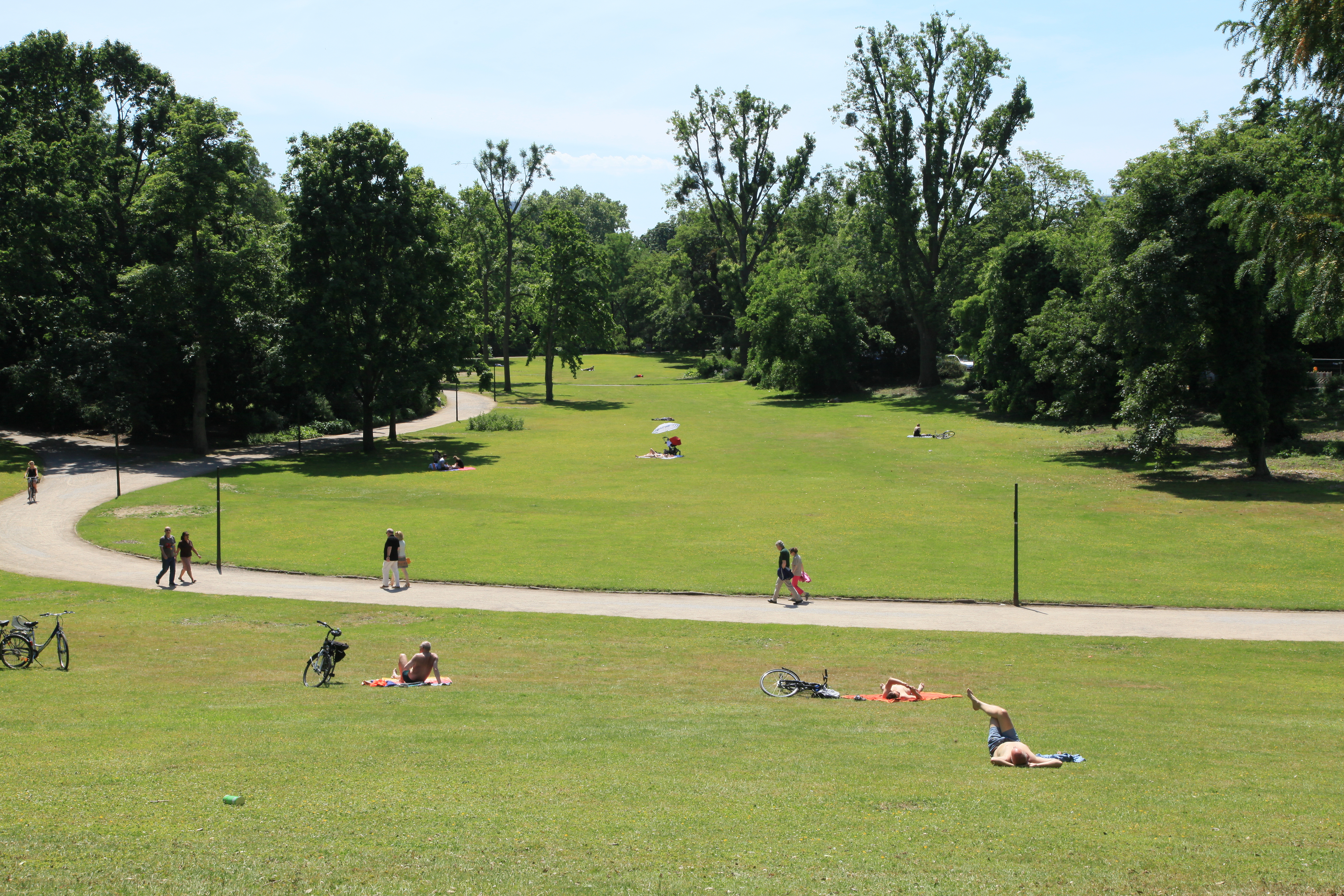
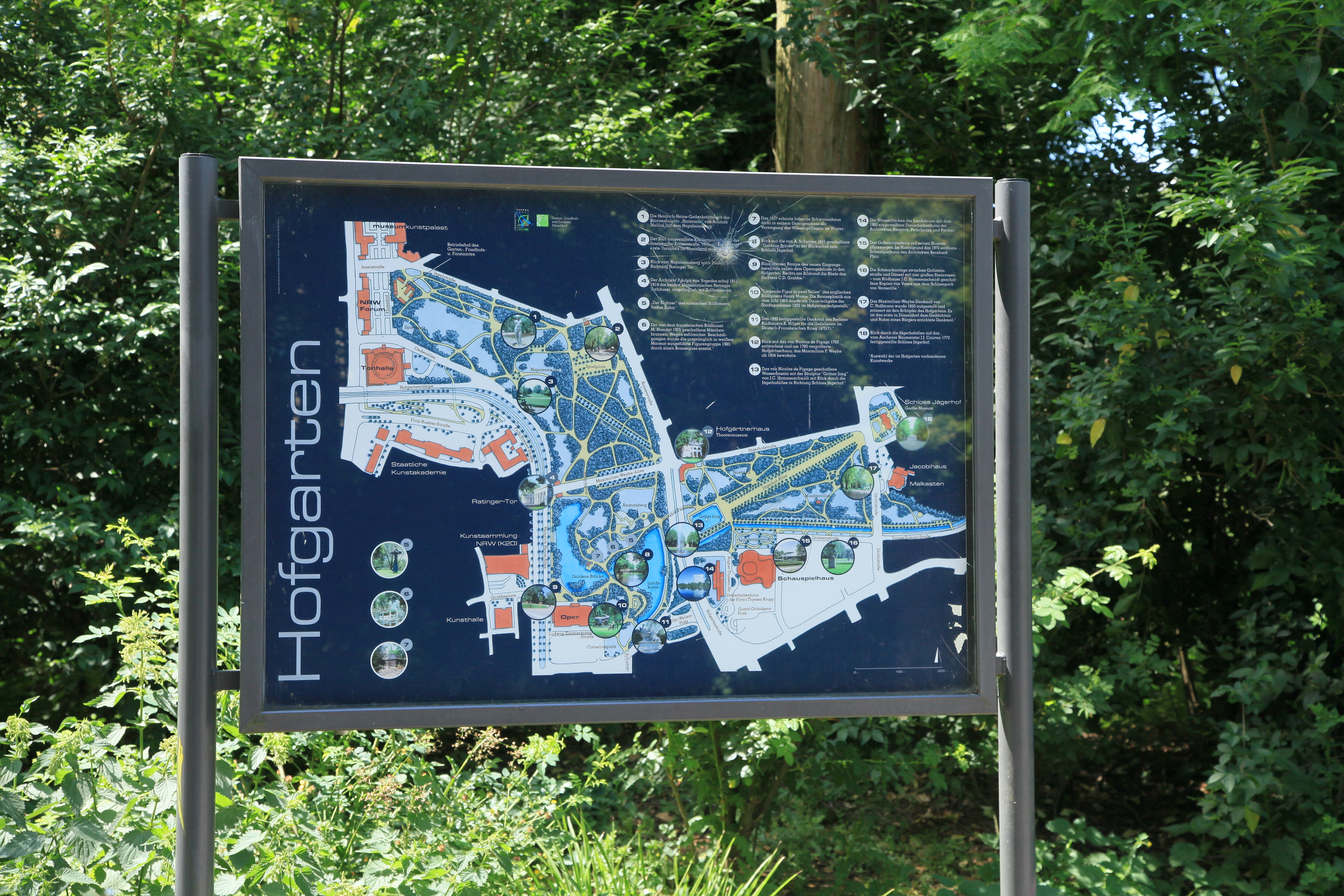
Plattegrond Hofgarten 2015